# 宇文憲
宇文 憲（うぶん けん、544年 - 578年）は、北周の皇族・軍人。斉煬王。字は毗賀突。宇文泰の七男。孝閔帝・明帝・武帝の異母弟にあたる。

## 生涯
幼くして鋭敏で度量があり、風采も人並み外れていたという。北周が建てられると驃騎大将軍・開府儀同三司となり、明帝が即位すると大将軍となった。559年、16歳で斉国公に封じられ、益州総管として益州に赴任し、当地で善政を敷いたという。
564年冬、突厥の要請によって、尉遅迥・達奚武らと共に10万の兵を率いて北斉を討ち、邙山に陣取って洛陽を攻撃する。斛律光ら率いる北斉軍に敗退するが、宇文憲は自ら兵を励まし、彼らを落ち着かせた。569年には宜陽を包囲するが、斛律光に汾北を確保され、再び敗退した。
宇文泰の死後、北周の実権を握った宇文護は宇文憲を信任し、賞罰のことすべてを預からせた。宇文護が武帝に言上したいことがある時は、まず宇文憲に言わせた。武帝が難色を示せば、宇文憲が折衷案を出してまとめていたという。
572年、武帝が宇文護を誅殺すると、宇文憲は武帝に拝謝したが、武帝はとがめず彼を大冢宰に任じた。宇文護誅殺の功績者である宇文直から讒言を受けたが、武帝から引き続き任用された。574年、爵位が斉国公から斉王と昇進した。
575年の北斉戦では、2万の軍を率いて黎陽に侵攻し、数々の城を抜くが、武帝が病気になったので退却した。576年、再び北斉との戦いで数万の軍勢の主帥となり、多くの活躍を見せる。晋陽に立て籠もる北斉の安徳王高延宗との戦で、武帝が高延宗の奮戦に恐れをなして退却しようとした時には、諌言して押しとどめている。北斉の滅亡後、北斉の広寧王高孝珩が反乱を起こすと、楊堅と共にこれを鎮圧した。
宇文憲は用兵に巧みで謀略も多く、将士らの心をつかみ、残虐な振る舞いもなかったという。だが578年に武帝が病死し、宣帝が跡を継ぐと、宣帝は宇文憲の地位と人望を恐れ、即位後まもなく彼を謀反の容疑で誅殺し、宇文憲と親しかった将軍らを粛清した。享年35。諡は煬。5人の息子（576年に長男の宇文貴が死去）の宇文質・宇文賨・宇文貢（宇文洛生の子の宇文菩提の養子）・宇文乾禧・宇文乾祫も誅殺された。宣帝は宇文憲の幕僚たちを呼びつけ、彼らに宇文憲の謀反を証言させようとしたが、参軍の李綱が無罪を主張して果たせなかった。
彼の死は後世においても惜しまれ、唐の建中4年（783年）に顔真卿の上奏によって古今の名将64名を太公望の廟に配享した際の一人に選ばれている（武廟六十四将）（『大唐郊祀録』巻10・釈奠武成王条）。
前述のように息子たちは誅殺されたが娘がおり、李綱の庇護の下、唐の時代まで生き延びた。李綱が卒した時には実父が死んだように嘆き悲しんだという（『旧唐書』・『新唐書』李綱伝）。